# Patrici Pojada
Patrici Pojada (Pàmies, 5 de novembre de 1965) és un historiador, lingüista i investigador occità del país de Foix. Especialista de les relacions occitanocatalanes i de les migracions occitanes, és d'ençà del 2023 professor i catedràtic d'Història Moderna a la Universitat de Tolosa-Joan Jaurés després d'ocupar durant gairebé deu anys una posició similar a la Universitat de Perpinyà.
És l'actual president de l'Institut d'Estudis Occitans i també és membre del consell lingüístic del Congrés Permament de la lenga Occitana, de l'Institut d'Estudis Araneses-Acadèmia Aranesa de la Lenga Occitana i va ser president del Grop de Lingüistica Occitana. És membre de la Secció Històrico-Arqueològica de l'Institut d'Estudis Catalans.
L'any 1996 es va doctorar a la Universitat de Tolosa II amb una tesi sobre la història de la Vall d'Aran al segle XVII dirigida per Jean-Pierre Amalric. Aquest treball es va publicar dos anys més tard amb el títol de "Une vallée frontière dans le Grand Siècle. Le Val d'Aran entre deux monarchies". Les seves recerques se centren en el tema de les fronteres, tant des d'una perspectiva política i geopolítica com des del punt de vista de l'economia, els intercanvis i les xarxes comercials i les mobilitats mercantils. Ha investigat de manera important les relacions occitanocatalanes.

## Obres

### Llengua
- Los vèrbs conjugats, IEO Arièja, 1993, 1996, 2005
- Diccionari occitan-catalan/català-occità (2005), conjuntament amb Claudi Balaguer

### Història
- Une vallée frontière dans le Grand Siècle. Le Val d'Aran entre deux monarchies (1998)
- Identité et solidarités dans les Pyrénées. Essai sur les relations humaines (XVIe-XIXe siècle) (2000)
- Une société marchande. Le commerce et ses acteurs dans les Pyrénées modernes (haut Pays de Foix, vers 1550-1700) (2008)
- Le Voisin et le Migrant. Hommes et circulations dans les Pyrénées modernes (XVIe–XIXesiècle) (2011)
- Viure com a bons veïns. Identitats i solidaritats als Pirineus (segles XVI-XIX) (2017)